# Bahnhof Gerolstein
Der Bahnhof Gerolstein ist ein Bahnhof an der Eifelstrecke in Gerolstein, Rheinland-Pfalz. Seine ehemalige Funktion als wichtiger Knotenbahnhof hat er durch die Stilllegung der Eifelquerbahn und der Westeifelbahn verloren. Heute ist er der einzige verbliebene Bahnhof im Stadtgebiet.

## Geschichte

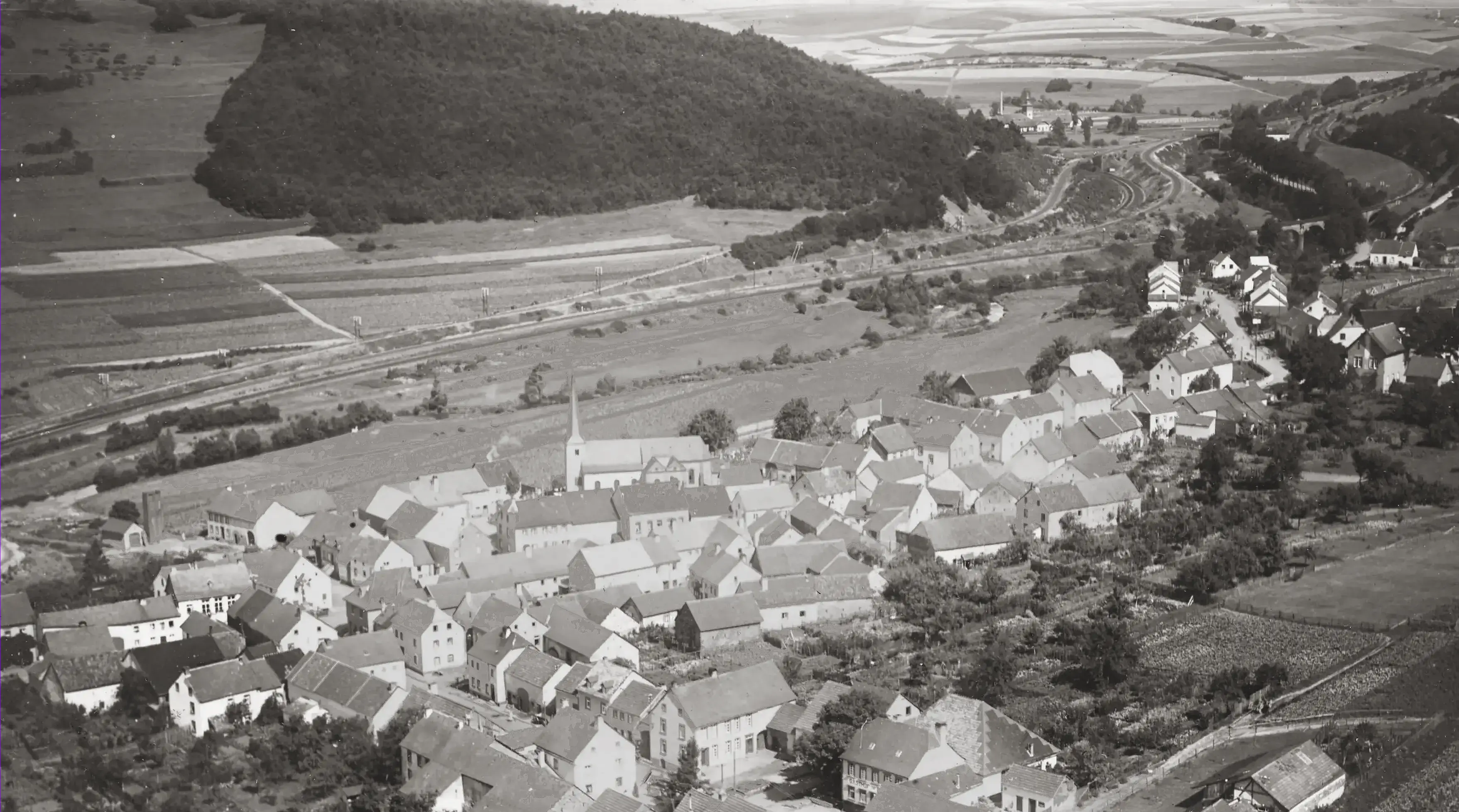
Bei Pelm wurden drei Strecken gebündelt und führten mit 5 Gleisen bis Gerolstein

Aufgrund der schwierigen Topographie und der niedrigen Bevölkerungsdichte wurde die Eifel erst recht spät durch die Eisenbahn erschlossen. Damals war es leichter, Bahnlinien ausschließlich durch Flusstäler zu führen, weil dort Brücken und Tunnel nur selten notwendig waren. Zudem wurden kaum Gewinne durch Bahnlinien in der Eifel erwartet.

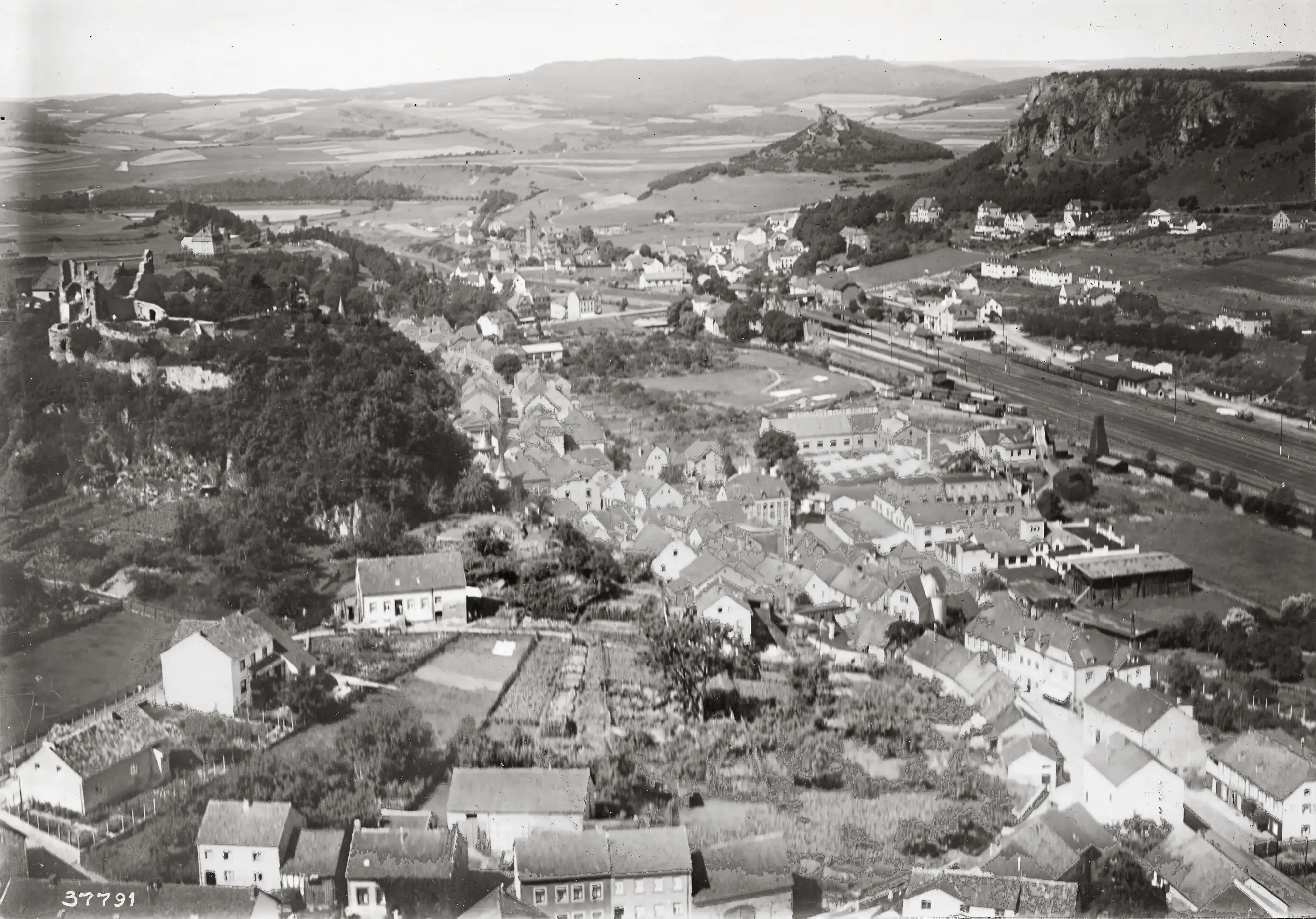
Luftbild Gerolstein 1932

Erst als in der Eifel im Vergleich recht spät auch die Metallindustrie prosperierte, begannen Planungen. Frühe Überlegungen Preußens sahen eine Bahnstrecke von Köln beziehungsweise Düren bis Schleiden vor, was jedoch aus finanziellen Gründen abgelehnt wurde. Als jedoch darüber nachgedacht wurde, die Strecke später bis Trier zu verlängern, zeigten sich die Rheinische Eisenbahn-Gesellschaft einsichtig und stimmte dem Bau zu, der daraufhin im November 1867 begann. Rund drei Jahre später wurde Gerolstein erreicht. Nach Beginn des Deutsch-Französischen Krieges forderte die Bahngesellschaft einen raschen Weiterbau bis Trier, der daraufhin am 15. Juni 1871 abgeschlossen wurde. Damals zeigte die Eifelstrecke erstmals ihre strategisch-militärische Bedeutung.
Mit Eröffnung der Westeifelbahn nach Prüm 1883 wurde der Bahnhof Gerolstein zum Trennungsbahnhof. 1885 folgte die Verlängerung ins damals deutsche St. Vith. Durch die Abzweigung der Bahnstrecke Pronsfeld–Waxweiler von dieser Strecke entwickelte sich Gerolstein zu einem wichtigen Knotenbahnhof in der Eifel. Mit dem Anschluss der Eifelquerbahn am 15. Mai 1895 wurde der Knotenbahnhof zum Kreuzungsbahnhof. Nun bestand nicht nur Anschluss nach Köln und Trier, sondern auch eine Verbindung in Richtung Koblenz.

### Nach dem Zweiten Weltkrieg
Zwischen Trier und Köln war der Zugverkehr ab dem Winter 1944 kriegsbedingt unterbrochen und konnte erst ab 1946 wieder sukzessive aufgenommenen werden, so dass keine direkten Verbindungen von Gerolstein in diese Richtungen bestanden. Streckenweise wurde die zeitweise zweigleisige Strecke auf eingleisige Abschnitte zurückgebaut. Dies wirkte sich auch auf die beiden abzweigenden Bahnstrecken aus, doch auch auf diesen konnten Ende der 1940er Jahre wieder der Betrieb aufgenommen werden.

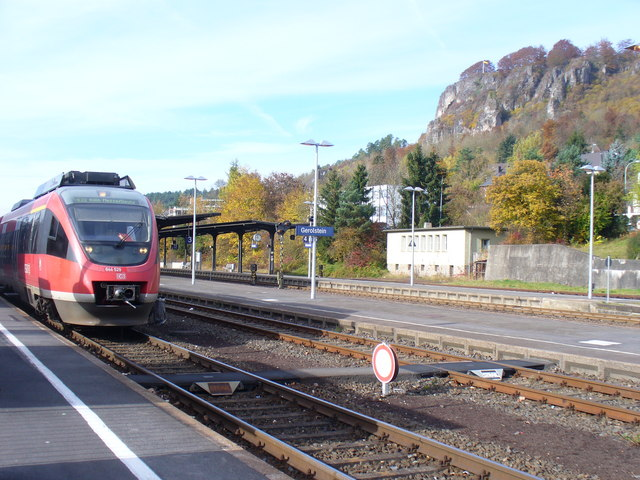
Bahnsteige, 2009

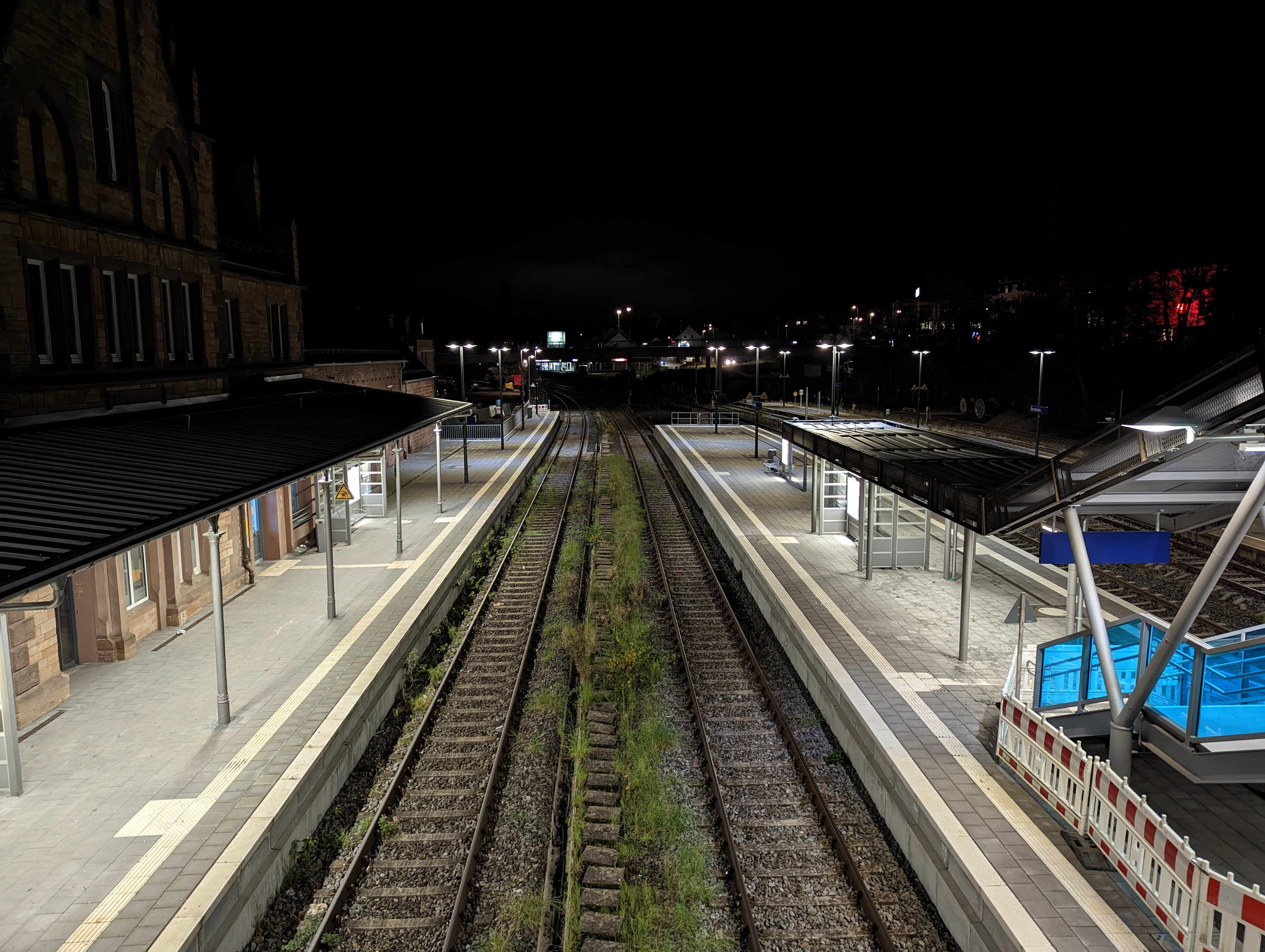
Bahnhof Gerolstein bei Nacht (November 2022 - ohne Bahnbetrieb wegen Hochwasserschäden) mit Blick von der neuen Fußgängerüberführung Richtung Trier

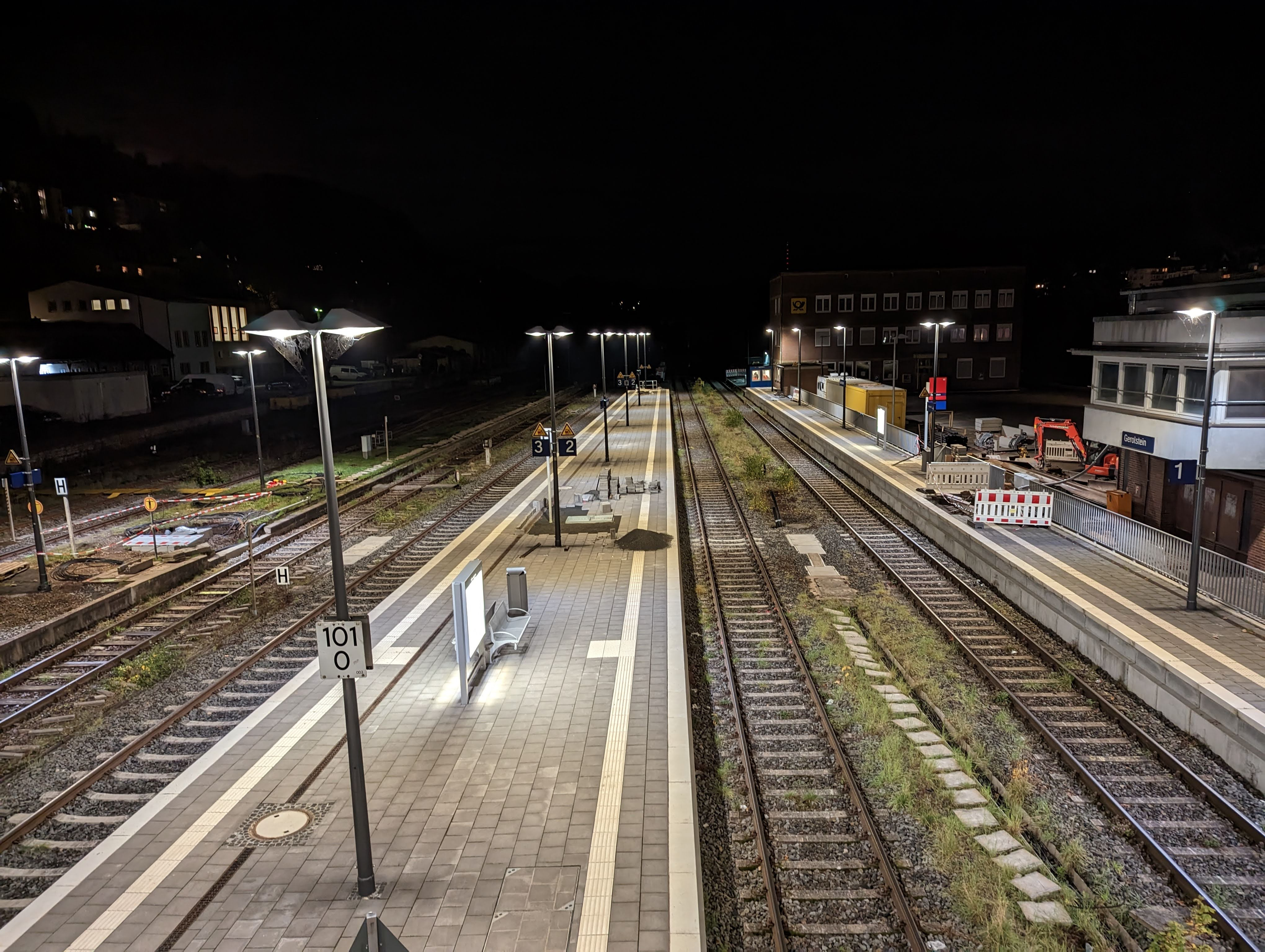
Bahnhof Gerolstein bei Nacht (November 2022 - ohne Bahnbetrieb wegen Hochwasserschäden) mit Blick von der neuen Fußgängerüberführung Richtung Köln

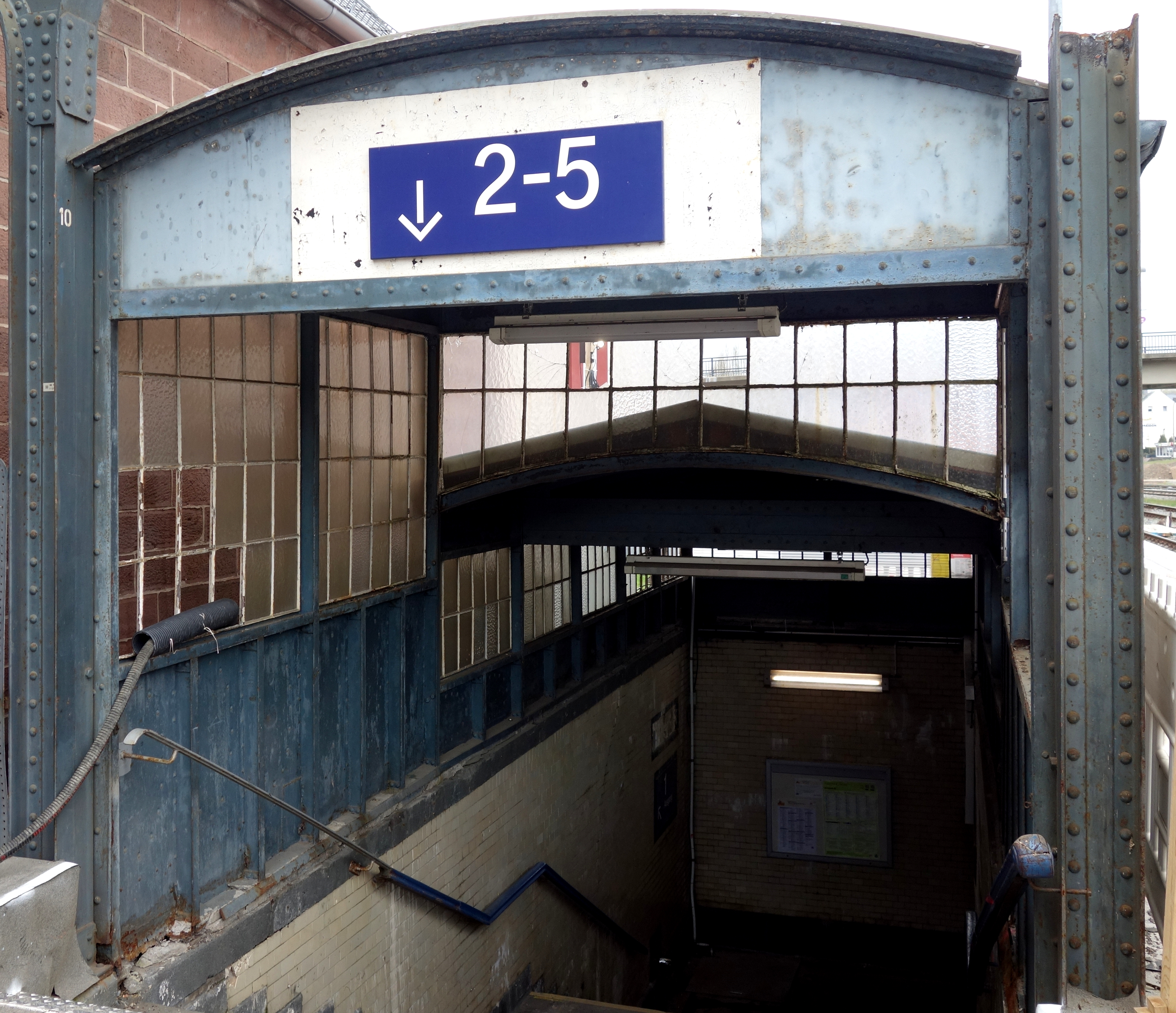
Zugang zum Gleistunnel, 2021

Bereits in den 1960er Jahren nahm der Verkehr auf der Eifelquerbahn stark ab; erstmals wurde über Stilllegungen nachgedacht. Der Prozess zog sich über fast 30 Jahre hin: Am 13. Januar 1991 fuhr der letzte Zug von Gerolstein nach Mayen; das Teilstück von Mayen an den Rhein wird bis heute im Regelverkehr befahren. Zwar beschloss am 9. Juni 2009 der zuständige Zweckverband SPNV-Nord die komplette Reaktivierung der Eifelquerbahn für den täglichen Verkehr, aber aufgrund einer Entscheidung des Dauner Kreistages im Dezember 2012 gegen die Wiederbelebung der Strecke wurde dies nicht wie geplant zum Fahrplanwechsel 2014 umgesetzt. Bis 2012 fanden auf dem Abschnitt Gerolstein–Mayen regelmäßige Fahrten mit historischen Zügen statt, die nach dem Entscheid gegen die Wiederbelebung nicht wieder aufgenommen wurden.
Ein ähnliches Schicksal ereilte zeitgleich die Westeifelbahn. Zunächst wurde in den 1980er Jahren der Verkehr bis Prüm verkürzt, bis schließlich Anfang der 1990er Jahre bereits Gondelsheim Endpunkt war. Am 1. Juni 1996 fuhr der letzte Zug von Gerolstein in Richtung Gondelsheim.
Seit etwa 2000 wurde verstärkt eine Reaktivierung der Westeifelbahn bis Prüm diskutiert, womit dem Bahnhof Gerolstein wieder eine Funktion als Knotenbahnhof zugekommen wäre. Die Umsetzung entpuppte sich jedoch als mühseliger Prozess, da nach deren Stilllegung die Trasse an die betroffenen Verbandsgemeinden verkauft und in einen Radweg umgebaut werden sollte. Wegen des Widerstands der Verbandsgemeinden war eine Wiederaufnahme des Betriebes nicht möglich.

### Folgen des Ahrtalhochwassers
Bei Überschwemmungen in der Nacht vom 14. auf den 15. Juli 2021 wurden erhebliche Teile der Eifelstrecke beschädigt oder zerstört. In Gerolstein wurden große Teile der Stellwerkstechnik sowie mehrere Triebwagen der Baureihe 620 in Mitleidenschaft gezogen. Insgesamt waren mehr als 20 Fahrzeuge von DB Regio und der Vulkan-Eifel-Bahn eingeschlossen. Der Zugverkehr zwischen Hürth-Kalscheuren und Trier-Ehrang musste daraufhin eingestellt werden. Der Bahnhof Gerolstein war somit komplett vom Bahnbetrieb abgeschnitten und seitdem nur durch Schienenersatzverkehr (SEV) von und nach Kyllburg/Kall im Stundentakt erreichbar. Die stillgelegte Eifelquerbahn wurde provisorisch wieder durchgängig befahrbar gemacht, um die Fahrzeuge wieder ins öffentliche Eisenbahnnetz zu überführen.
Die Wiederinbetriebnahme mehrerer Teilabschnitte erfolgte seitdem nach und nach. Der Zugverkehr zwischen Kyllburg und Gerolstein wurde am 17. April 2023 wieder aufgenommen. Aufgrund von mangelnder Materialverfügbarkeit, insbesondere den für die Stellwerkstechnik benötigten Kupferkabeln, konnten die ursprünglichen Termine für die Wiederinbetriebnahme von Kyllburg bis Nettersheim nicht eingehalten werden. Anschließend sollte der komplette letzte Abschnitt Gerolstein – Kall bis Sommer 2024 wieder in Betrieb genommen werden. Stand November 2024 soll die Inbetriebnahme nun im Juni 2025 erfolgen. Erst dann wird wieder ein durchgehender Zugverkehr Trier nach Köln ohne Umstieg über die Eifelstrecke bestehen. Dieser wird jedoch voraussichtlich direkt wieder von anstehenden Streckensperrungen für verschiedene Modernisierungsarbeiten unterbrochen werden, darunter eine Elektrifizierung der Strecke, die erst Ende 2026 abgeschlossen werden sollen.

## Gebäude und Bahnhofsumfeld
Das Bahnhofsgebäude wurde wie viele andere Bahnhofsgebäude an der Eifelstrecke im Stil der Neogotik errichtet und aus französischen Reparationen nach dem Deutsch-Französischen Krieg finanziert. Es überstand den Zweiten Weltkrieg weitgehend unversehrt und wurde in der Nachkriegszeit erweitert.
Das Empfangsgebäude des Bahnhofs ist seit 2013 im Eigentum der Verbandgemeindewerke des Gerolsteiner Landes und wurde 2013 bis 2016 aufwändig instand gesetzt und modernisiert. Im Gebäude sind die TW Gerolsteiner Land, das Reisezentrum der Bahn, ein Backshop und eine Fahrschule untergebracht. Im 1. Obergeschoss befinden sich zudem die Büroräume der Werke des Gerolsteiner Landes.
Im Rahmen dieser Modernisierungsmaßnahmen wurde am 7. Mai 2015 das neue Reisezentrum mit Fahrkartenschalter und der Touristinformation Gerolsteiner Land eröffnet. Der Bau des neuen Reisezentrums kostete insgesamt 35.000 Euro. Dafür wurde das alte Reisezentrum völlig entkernt und neu zugeschnitten, um die Räumlichkeiten neu zu ordnen. Insbesondere der Kundenraum wurde ausgebaut.
Einst befand sich im Bahnhof auch das Bahnbetriebswerk Gerolstein, von dem noch der achtständige Ringlokschuppen und die 20-m-Drehscheibe betriebsfertig erhalten sind. Das Betriebswerk diente als Eisenbahnmuseum und Depot für die Museumsbahnen, die ehemals auf der Eifelquerbahn fuhren. Es wurden einzelne Ausflugsfahrten über die Eifelstrecke angeboten, da die Eifelquerbahn auf dem Abschnitt Gerolstein – Daun – Darscheid - Ulmen – Kaisersesch seit 2012 für den Museumsverkehr gesperrt ist. Seit 2000 ist es Firmensitz der Vulkan-Eifel-Bahn Betriebsgesellschaft.
Als Relikt aus seiner Ära als Knotenbahnhof hat der Bahnhof bis heute fünf Bahnsteiggleise. Im Rahmen der Modernisierungsmaßnahmen wurde der Bahnhof seit Mitte März 2020 von der DB Station&Service umfangreich modernisiert und umgestaltet. So wurden die Bahnsteige mit den Gleisen 1 und 2/3 komplett barrierefrei ausgebaut. Sie besitzen nun eine höhere Bahnsteighöhe von 76 cm über Schienenoberkante (SO) für einen stufenlosen Ein- und Ausstieg, eine Länge von 170 Metern und haben außerdem Blindenleitstreifen. Sie sind durch zwei neu installierte Aufzüge außerdem stufenlos erreichbar. Der Bahnsteig mit den Gleisen 4/5 ist nur durch Treppen erreichbar, besitzt nur eine Bahnsteighöhe von 38 cm über SO, ist nur 120 Meter lang und hat keine Blindenleitstreifen. Alle drei Bahnsteige sind über die neu errichtete Fußgängerüberführung über Treppen erreichbar. Sie verbindet den Kasselburger Weg mit den Gleisen 4/5, 2/3 und 1/Busbahnhof.
Die alte Bahnhofsunterführung wurde in den letzten Monaten des Jahres 2021 komplett zurückgebaut und zugeschüttet. Das Bahnhofsumfeld (Bushaltestelle und Bahnhofsvorplatz) wurde im Rahmen des Projekts „Stadt im Fluss Teil 2“ von der Stadt Gerolstein umgebaut. Die Arbeiten sollten ursprünglich bis Sommer 2021 abgeschlossen werden, was sich aufgrund der Hochwasserschäden und von Materialengpässen jedoch bis Sommer 2022 verzögerte. Der Aufzug zum Mittelbahnsteig mit Gleis 2/3 konnte aufgrund von Lieferverzögerungen erst im Februar 2024 in Betrieb genommen werden, sodass der Zugang zur aktuell verkehrenden RB 22 Gerolstein - Trier nun barrierefrei zugänglich ist. Die Bahnsteige mit den Gleisen 4 und 5 sollen wegen Fördermittelzusagen voraussichtlich 2024 fertig gestellt werden.[veraltet]

## [veraltet]Bahnlinien
Folgende Bahnlinien bedienen den Bahnhof Gerolstein:
| Linie       | Zuglauf | Taktfrequenz      |
| ----------- | --- | ----------------- |
| RE 12       | Eifel-Mosel-Express: Köln Messe/Deutz – Köln Hbf – Köln Süd – (Erftstadt – Weilerswist –) Euskirchen (– Mechernich – Kall – Jünkerath – Gerolstein – Bitburg-Erdorf – Trier Hbf) (aufgrund von Hochwasserschäden längerfristig im Schienenersatzverkehr zwischen Kall und Trier Hbf) Stand: Fahrplanwechsel Dezember 2023 | einzelne Zugpaare |
| RE 22 RB 22 | Eifel-Express: Köln Messe/Deutz – Köln Hbf – Köln West – Köln Süd – Erftstadt – Weilerswist – Euskirchen – Mechernich – Kall (Gattungswechsel RE/RB) – Urft (Steinfeld) – Nettersheim – Blankenheim (Wald) – Schmidtheim – Dahlem (Eifel) – Jünkerath – Lissendorf – Oberbettingen-Hillesheim – Gerolstein – Birresborn – Mürlenbach – Densborn – Usch/Zendscheid – St. Thomas – Kyllburg – Bitburg-Erdorf – Hüttingen – Philippsheim – Speicher – Auw an der Kyll – Daufenbach – Kordel – Ehrang – Pfalzel – Trier Hbf (aufgrund von Elektrifizierungsarbeiten wechselnde Abschnitte längerfristig im Schienenersatzverkehr) Stand: 16. Juni 2025 | 60 min            |
| RB 24       | Eifel-Bahn: Köln Messe/Deutz – Köln Hbf – Köln West – Köln Süd – Hürth-Kalscheuren – Brühl-Kierberg – Erftstadt – Weilerswist – Weilerswist-Derkum – Euskirchen-Großbüllesheim – Euskirchen – Satzvey – Mechernich – Scheven – Kall – Urft (Steinfeld) – Nettersheim – Blankenheim (Wald) – Schmidtheim – Dahlem (Eifel) – Jünkerath – Lissendorf – Oberbettingen-Hillesheim – Gerolstein Stand: 16. Juni 2025 | einzelne Züge     |

## Buslinien
Der Busverkehr (ÖPNV) wird vom Verkehrsverbund Region Trier koordiniert und bietet somit eine einheitliche Tarifstruktur mit der gesamten Region Trier.
Als Zentraler Omnibusbahnhof (ZOB) / Busbahnhof zählt die Bushaltestelle am Bahnhof. Diese Haltestelle wird mit mindestens 5 Bussteigen demnächst gebaut.
| Linie | Linienverlauf                                                                           | Taktung                                                   | Betreiber/Linienbündel                             |
| ----- | --------------------------------------------------------------------------------------- | --------------------------------------------------------- | -------------------------------------------------- |
| 460*  | Gerolstein - Lissingen - Büdesheim - Wallersheim - Prüm - Arzfeld - Dasburg - Clerf (L) | Mo - Sa 120 min So + Feiertag 240 min                     | Gebr. Andre GmbH Schneifel                         |
| 465*  | Gerolstein - Lissingen - Büdesheim - Wallersheim - Prüm - Bleialf - St.Vith(B)          | Mo - Sa 120 min So + Feiertag 240 min                     | Gebr. Andre GmbH Schneifel                         |
| 515   | Gerolstein - Pelm - Hohenfels-Essingen - Dockweiler - Daun                              | Schülerverkehr                                            | DB Regio Bus Rhein-Mosel GmbH Östliche Vulkaneifel |
| 533   | Gerolstein - Büscheich - Michelbach - Salm - Deudesfeld - Manderscheid                  | Mo - So 120 min außerhalb vom Schüler- verkehr als Rufbus | DB Regio Bus Mitte GmbH Eifelmaare                 |
| 700   | Gerolstein - Pelm - Hohenfels-Essingen - Dockweiler - Daun - Ulmen - Cochem             | Mo - So 60 min                                            | DB Regio Bus Mitte GmbH Mosel-Maare                |
| 777   | Gerolstein - Pelm - Hohenfels-Essingen - Dockweiler - Daun - Ulmen - Cochem             | Sa + So 120 min ergänzt Linie 700                         | DB Regio Bus Mitte GmbH Mosel-Maare                |

* die Linie 460 und 465 ergänzen sich im Abschnitt Gerolstein - Prüm zum 60-Minuten-Takt, Sonn- und Feiertags zum 120-Minuten-Takt.
- Die aktuell verkehrenden Linien 504, 522, 531 und 532 ergänzen das Angebot überwiegend im Schülerverkehr in der gesamten Verbandsgemeinde.
- Die Linie 466 verkehrt über die Stadtteile Müllenborn und Oos nach Prüm und stellt dort ein Grundangebot alle 120 Minuten her.
- Im Dezember 2023 wird die gesamte Verbandsgemeinde Gerolstein durch neue Buslinien ebenfalls im 120-Minuten-Takt erschlossen.
- weitere Informationen wie Tarif- und Fahrplanauskünfte finden sich auf der Website des Verkehrsverbund Region Trier[17]